# Desi Arnaz Jr.
Desiderio Alberto Arnaz IV (Los Angeles, 19 de janeiro de 1953), conhecido profissionalmente como Desi Arnaz Jr., é um ator e músico americano. Ele é filho de Lucille Ball e Desi Arnaz.

## Vida
Arnaz nasceu em Los Angeles, Califórnia. Sua irmã mais velha é a atriz Lucie Arnaz, nascida em 1951.
Seu nascimento foi um dos mais divulgados da história da televisão. Seus pais foram as estrelas da sitcom I Love Lucy, e a gravidez de Ball fazia parte do enredo, considerado ousado em 1952. No mesmo dia em que Ball deu à luz Desi Jr., a fictícia Lucy Ricardo deu à luz "Pequeno Ricky". Como prova do interesse do público americano no bebê de Lucy na TV, Arnaz apareceu na capa da primeira edição do TV Guide com a manchete "O bebê de US$ 50.000.000 de Lucy" (US$ 487.280.702 em dólares de 2023) devido às receitas de Esperava-se que as ligações de publicidade ultrapassassem essa marca. O ator Richard Keith posteriormente interpretou "Little Ricky" na série de TV; Keith passou muito tempo com Lucie e Desi Jr. na infância e se tornou amigo íntimo da família, ensinando Desi Jr. a tocar bateria.

## Carreira
Aos 12 anos, Arnaz era baterista de Dino, Desi e Billy. Os outros eram Dean Paul Martin (filho de Dean Martin) e Billy Hinsche . A banda marcou dois singles de sucesso com "I'm a Fool" e "Not the Lovin 'Kind" em 1965.

### Ator

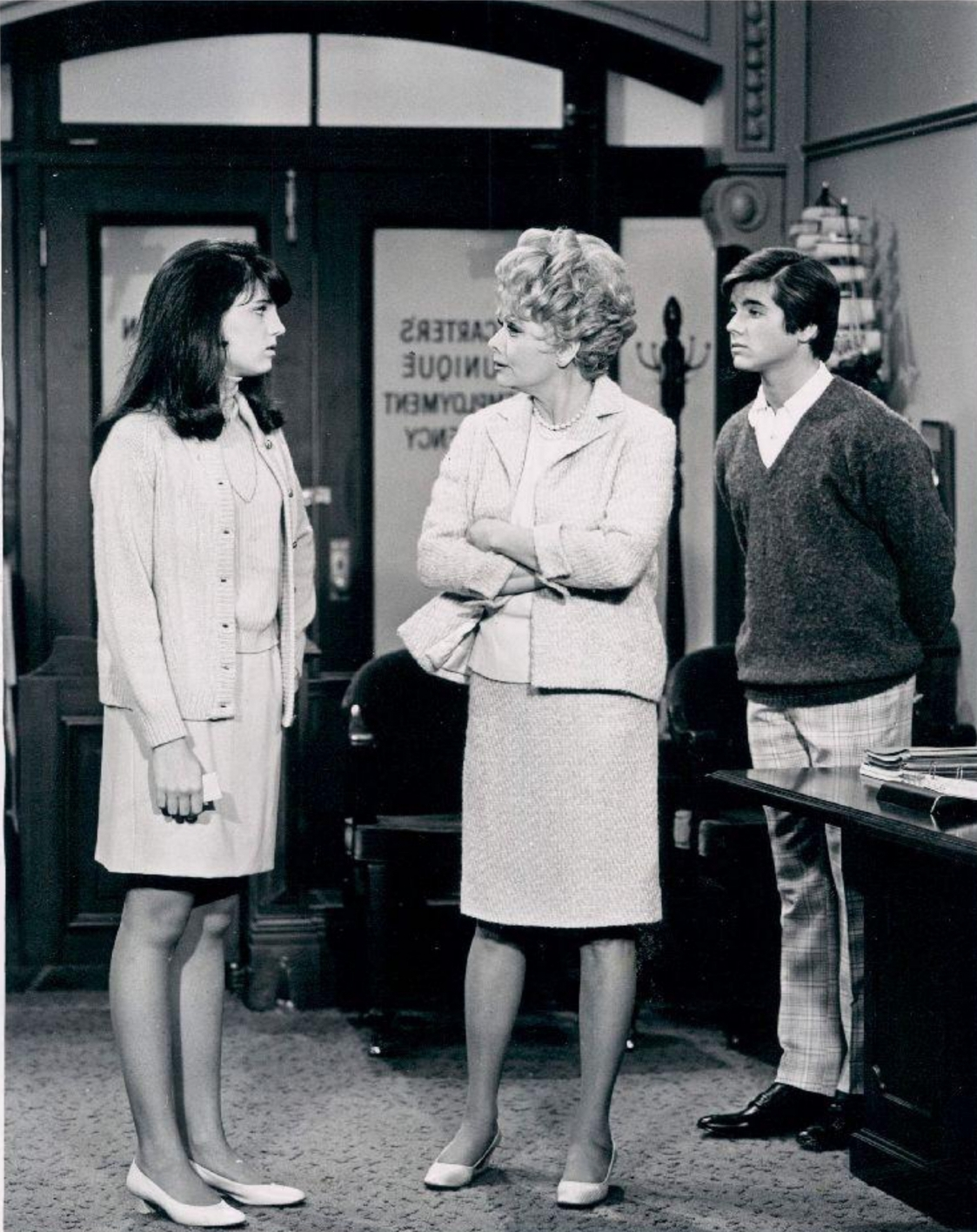
Arnaz, sua mãe Lucille Ball e sua irmã Lucie em Here Lucy, 1968

De 1968 a 1974, Desi Arnaz e sua irmã Lucie co-estrelaram ao lado de sua mãe em Aqui está Lucy como seus filhos. Em 1968, ele teve um papel de ator convidado como Tommy, amigo de bateria de Jerry e Suzie, no episódio "The Hombre Who Came to Dinner: Part 2", do programa The Mothers-in-Law. Em 1970, ele apareceu no episódio "The Possible Dream", do The Brady Bunch. Sua melhor chance de alcançar a fama em Hollywood veio em 1973, quando interpretou o protagonista no filme "Marco", um musical sobre a vida do aventureiro Marco Polo. No entanto, como a maioria dos musicais de Hollywood daquele período, não conseguiu se destacar nas bilheterias.
Em 1974, Arnaz desempenhou o papel-título no filme de faroeste Billy Two Hats com Gregory Peck. Em 1976, ele apareceu em dois episódios da série de televisão, The Streets of San Francisco. Arnaz também apareceu em um episódio de 1976 do Saturday Night Live (SNL) apresentado por Desi Arnaz e Desi Arnaz Jr..
Em 1977, ele foi o protagonista do filme Joyride, ao lado de outros filhos de atores famosos Melanie Griffith, Robert Carradine e Anne Lockhart .

A atuação de Arnaz se estendeu até o final da década de 1980, com várias aparições na televisão e um papel principal na série Automan, que durou de 1983 a 1984.

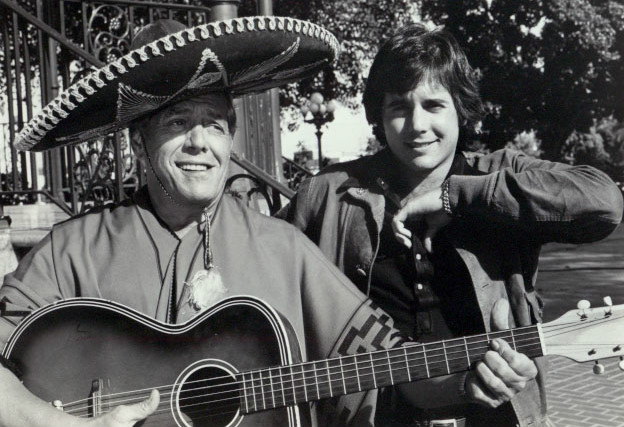
Desi Arnaz e Arnaz no especial de televisão California, My Way, 1974.

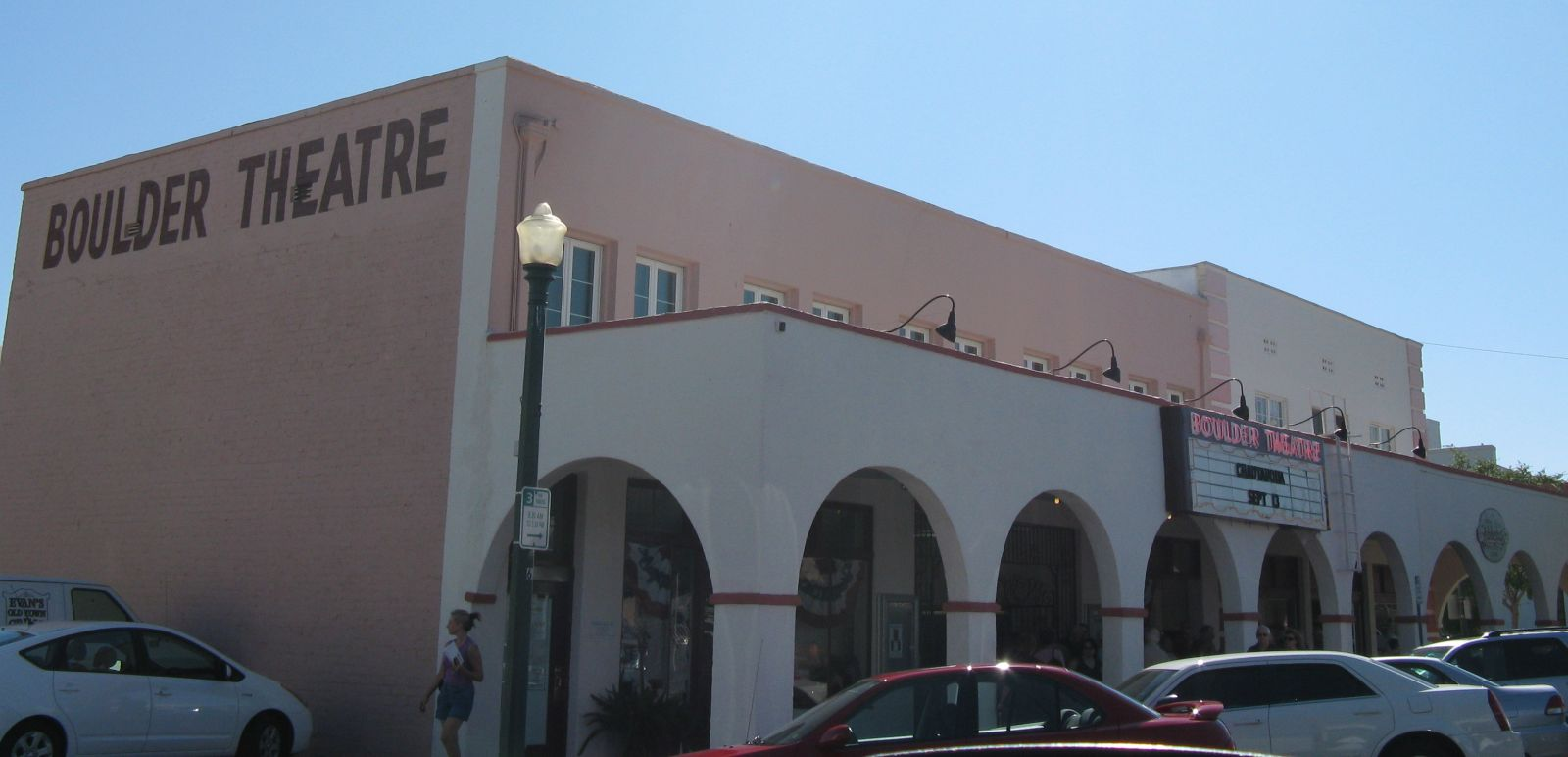
Boulder Theatre

Em 1992, ele interpretou seu pai no filme The Mambo Kings, baseado em um romance vencedor do Prêmio Pulitzer que ele sentiu que tratava seu pai com respeito. O filme inclui uma cena em que Desi Jr., interpretando o personagem de seu pai Ricky Ricardo, atua ao lado de sua mãe como Lucy Ricardo.

### Após
Entre 1998 e 2010, ele estava em turnê com uma nova configuração de Dino, Desi &amp; Billy chamada Ricci, Desi & Billy, apresentando Arnaz reunido com Billy Hinsche, e acompanhado por Ricci Martin. O grupo executa material original, bem como as músicas que a banda original executou.
De cerca de 2002 a 2007, ele foi vice-presidente do conselho de diretores do Lucille Ball – Desi Arnaz Center em Jamestown, Nova York . Ele renunciou devido a uma disputa com o diretor executivo sobre o centro.
Em 2007, Arnaz apareceu no 5º Annual TV Land Awards com sua irmã Lucie para receber o prêmio Legacy of Laughter postumamente concedido a sua mãe.
Arnaz também encabeçou Babalu: Uma Celebração da Música de Desi Arnaz e sua Orquestra.
Em 15 de outubro de 2011, Arnaz se apresentou em Babalu no Auditório Coolidge da Biblioteca do Congresso. A apresentação foi em conjunto com a coleção Lucille Ball e Desi Arnaz da Biblioteca.

## Vida pessoal
Arnaz tem uma filha, Julia Arnaz, de um relacionamento com a modelo, Susan Callahan-Howe, em 1968, quando ambos tinham 15 anos; O relacionamento de Julia com Desi Jr. foi comprovado por um teste de paternidade em 1991.
Arnaz namorou a atriz Patty Duke quando ele tinha 17 anos e ela 23. O relacionamento virou notícia de tabloide e sua mãe não os aprovava juntos. Depois que eles se separaram, o escritor e produtor musical Michael Tell se ofereceu para se casar com Duke como uma forma de escapar do escândalo. O casamento durou apenas 13 dias e, quando Duke engravidou, ela contaria mais tarde ao filho, Sean Astin, que Arnaz era seu pai biológico. Arnaz e Astin desenvolveram uma relação estreita, embora testes genéticos posteriormente revelassem que Tell era seu pai.
Arnaz posteriormente se envolveu com a artista Liza Minnelli, outro relacionamento que sua mãe desaprovava; Ball achava que a atriz era velha demais para o filho e, por causa do estilo de vida descuidado de Minnelli, não era uma boa influência para ele.
Arnaz casou-se com a atriz Linda Purl em 1979. Em 3 de janeiro de 1980, Purl pediu o divórcio. Em 8 de outubro de 1987, Arnaz casou-se com Amy Laura Bargiel. O casal morava em Boulder City, Nevada, com sua filha, Haley. Em 1997, Arnaz comprou o Boulder Theatre na cidade e o restaurou, quando ele estava à beira da ruína. Após sua conversão em teatro, o cinema se tornou a casa da Boulder City Ballet Company.
A esposa de Desi, Amy, morreu de câncer em 2015, aos 63 anos. Ambos, Desi e Amy, eram seguidores de Vernon Howard e compareciam às reuniões da New Life Foundation de Howard em Boulder City.
A neta de Arnaz (filha de Julia) Desiree S. Anzalone, uma fotógrafa, morreu de câncer de mama em 27 de setembro de 2020, aos 31 anos de idade. Ela foi diagnosticada com câncer pela primeira vez quando tinha 25 anos.

## Filmografia
- 1957:I Love Lucy – Ele mesmo (1 episódio, 1957)
- 1962:The Lucy Show – Espectador (5 episódios, 1962–1965)
- 1968:Here's Lucy – Craig Carter (1968–1972)
- 1968:The Mothers-In-Law – Tommy (2 episódios, 1968)
- 1970:The Brady Bunch (ele mesmo) (episódio "The Possible Dream")
- 1971:Love, American Style – Alan ( "Love and the Motel Mixup") (1 episódio, 1971)
- 1971:The Mod Squad – Victor Emory (1 episode, 1971)
- 1971:Mr. and Mrs. Bo Jo Jones – Bo Jo Jones
- 1971:Night Gallery – Doran (1 episódio, 1971)
- 1971:Red Sky at Morning – William 'Steenie' Stenopolous
- 1973:Marco  – Marco Polo
- 1973:She Lives! (TV) – Andy Reed
- 1973:Voyage of the Yes (TV) – Cal Markwell
- 1974:Billy Two Hats – Billy Two Hats
- 1975:Medical Story – Jerry Mitchell (1 episódio, 1975)
- 1975:Medical Center (1 episódio, 1975)
- 1976:The Streets of San Francisco – B. J. Palmer (1 episódio, 1976)
- 1976:Police Story – Jay Vernon (2 episódios, 1976)
- 1976:Having Babies (TV) – Frank Gorman
- 1977:Black Market Baby (TV) – Steve Aletti
- 1977:Joyride – Scott
- 1977:Flight to Holocaust (TV) – Rick Bender
- 1978:How to Pick Up Girls! (TV) – Robby Harrington
- 1978:Fantasy Island – Barney Hunter (1 episódio, 1978)
- 1978:A Wedding – Dino Sloan Corelli
- 1978:The Courage and the Passion (TV) – Sgt. Tom Wade
- 1978:To Kill a Cop (TV) – Martin Delahanty
- 1978:The Love Boat – Steve Hollis (2 episodios, 1978)
- 1979:Crisis in Mid-Air (TV) – Tim Donovan
- 1980:The Great American Traffic Jam (TV) – Robbie Reinhardt
- 1981:Advice to the Lovelorn (TV) – Steve Vernon
- 1982:Fake-Out – Detective Clint Morgan
- 1983:Automan – Walter Nebicher (13 episódios, 1983–1984)
- 1983:The Night the Bridge Fell Down (TV) – Johnny Pyle
- 1983:House of the Long Shadows – Kenneth Magee
- 1987:Paul Reiser Out on a Whim (TV)
- 1987:Matlock – Michael Porter (1 episódio, 1987)
- 1992:The Mambo Kings – Sr. Desi Arnaz